# Hosta rupifraga
Hosta rupifraga är en sparrisväxtart som beskrevs av Takenoshin Nakai. Hosta rupifraga ingår i släktet funkior, och familjen sparrisväxter. Inga underarter finns listade i Catalogue of Life.